# Contrat en droit anglais
Vous pouvez aider à l'améliorer ou bien discuter des problèmes sur sa page de discussion.
- Il peut contenir un travail inédit ou des déclarations non vérifiées. Vous pouvez l’améliorer en ajoutant des références. (Marqué depuis novembre 2021)

Vous pouvez aider à l'améliorer ou bien discuter des problèmes sur sa page de discussion.
- Il ne cite pas suffisamment ses sources. Vous pouvez indiquer les passages à sourcer avec {{référence nécessaire}} ou {{Référence souhaitée}}, et inclure les références utiles en les liant aux notes de bas de page. (Marqué depuis novembre 2021)

- Archive Wikiwix
- Bing
- Cairn
- DuckDuckGo
- E. Universalis
- Gallica
- Google
- G. Books
- G. News
- G. Scholar
- Persée
- Qwant
- (zh) Baidu
- (ru) Yandex
- (wd) trouver des œuvres sur Wikidata

En droit anglais, le contrat est une promesse ou un accord réalisé sur un ensemble de promesses. La rupture d'un contrat est reconnue par le droit, et des remèdes juridiques peuvent y être apportés. Le contrat consensuel (simple contract) est dominé par le principe de la consideration qui n'admet pas de contrat à titre gratuit. L'onérosité est ainsi un élément essentiel à la formation du contrat, pour laquelle il faut une contrepartie à une promesse, qu'il s'agisse d'un paiement ou d'une prestation réciproque. Par contre, le contrat solennel échappe à la consideration.

## Classification des obligations juridiques
Le droit des obligations anglais opère traditionnellement la division suivante :
- l'obligation volontaire, qui naît d'une convention par laquelle les individus s'engagent librement et qui est due à un ou plusieurs créanciers (obligation plurale), et
- l'obligation involontaire, qui engage la responsabilité civile, obligeant le responsable à réparer un dommage, provenant de la loi ou du fait délictuel et parfois due à un nombre plus large de créanciers.

Une troisième catégorie d'obligations s'est récemment innovée, l'obligation en restitution (restitutionary obligation), obligation quasi-contractuelle de rendre qui naît de l'enrichissement sans cause (unjust enrichment).

## Aperçu du droit anglais des contrats
Les droits des contrats de common law posent 4 questions :
- Quand et où un contrat est formé ?
- Quand une partie peut-elle se retirer de ses obligations (dans l'hypothèse où le contrat a été formé sous la contrainte ou par le moyen d'une mauvaise représentation) ?
- Quels significations et effets peut on donner aux termes du contrat ?
- Quel remède peut-on apporter à une rupture du contrat ?

### Formation du contrat
Le contrat consensuel existera lorsqu'il y aura un accord, consistant en une offre et une acceptation, une contrepartie onéreuse et l'intention d'être contrainte par la force obligatoire (appelée animus contrahendi ou obligandi). Néanmoins, dans un contrat solennel, l'onérosité n'est pas exigée : l'apposition du sceau privé ou public ou de la signature devant témoins instrumentaires étant censée valoir consideration.
D'autres conditions de validité du contrat peuvent intervenir :
- Forme du contrat : dans certaines hypothèses, des formalités sont exigibles pour que le contrat soit formé, telles l'écriture ou la passation en la forme solennelle (contrats administratifs, hypothèque, mandat).
- Capacité du cocontractant : les parties doivent être juridiquement capables de conclure un contrat.
- Consentement : l'accord doit avoir été réalisé librement. Le consentement peut être vicié par la violence physique ou morale ou la crainte fondée.
- Licéité : le contrat ne doit pas être contraire à la loi ou à l'ordre public.

Un contrat qui possède toutes ces qualités est valide. L'absence d'un élément essentiel viciera le contrat ou le rendra inopposable. Dans certaines situations, un contrat collatéral peut exister.

### Signification et effets des termes du contrat
Beaucoup d'affaires contractuelles ont pour objet un désaccord entre les parties sur les termes du contrat, qui impose à chaque partie de faire ou de ne pas faire quelque chose. Ainsi, de nombreuses règles du droit des contrats se réfèrent à l'interprétation des termes qui sont vagues ou ambigus.
L’interprétation des contrats a évolué grâce à l’avis du baron Hoffmann dans l’affaire Mannai Investment Co. Ltd. v. Eagle Star Assurance du 21 mai 1997, où il fait prévaloir l’intention d’une partie plutôt que l’erreur manifeste dans la rédaction du document. Cet avis a marqué un tournant dans la manière d’interpréter les contrats. Le baron Hoffmann a, par la suite, réaffirmé sa position dans l’affaire Investors Compensation Scheme v. West Bromwich Building Society du 19 juin 1997, où il a énoncé cinq principes à suivre pour bien interpréter un contrat. Il précise quels éléments contextuels sont admissibles pour la réflexion des juges, et il introduit le critère de « la personne raisonnable ». Le cinquième principe pose une règle stricte qui est que le juge ne doit pas attribuer aux parties une intention qu’elles n’auraient pas pu avoir. Des jugements postérieurs se sont appuyés sur les principes dégagés par le baron Hoffmann,